# Рейналдо (футболист, 1984)
Рейналдо Элиас да Коста (порт. Reinaldo Elias da Costa; род. 13 июня 1984, Итабераи, Бразилия) более известный как Рейналдо (порт. Reinaldo) и Рейналдо Минейро (порт. Reinaldo Mineiro) — австрало—бразильский футболист, выступал на позиции нападающего, в клубах Бразилии, Австралии и Азии.

## Биография
Родившийся в Итабераи, Бразилия, Рейналдо начал свою профессиональную футбольную карьеру на позиции нападающего в клубе «Америка Минейро» в 2004 году, где он стал ключевым игроком и лучшим бомбардиром клуба. Позже в том же сезоне он в течение двух месяцев находился на просмотре в голландском клубе «Фейеноорд», но позже подписал контракт с «Коринтианс Алагоано». В свой первый год за «Коринтианс Алагоано» Рейнальдо забил 18 голов и помог команде выйти во второй этап чемпионата. В то же время клуб «Квинсленд Роар», выступающая в А-Лиге испытывал трудности с забиванием голов, даже с учётом наличия в нападении Алекса Броска и искал нападающего для аренды, поскольку трансферное окно было закрыто.
В поисках нападающего, который мог бы спасти сезон «Квинсленда» и регулярно забивать голы, скауты рекомендовали Рейналдо, и после просмотра нескольких DVD с впечатляющим нападающим «Роар» подписал с ним арендный контракт на шесть игр. Рейналдо забил два гола и был впечатляющим игроком во всех шести матчах в своей краткосрочной аренды, но не смог помочь команде пройти в финал, было уже слишком поздно. В межсезонье «Квинсленд» покинул Броск, который перешел в «Сидней», в связи с этим клуб заключил с Рейналдо постоянный двухлетний контракт.
В сезоне 2006/07 Рейналдо был ценным игроком команды, но в конце сезона признался, что считает свой сезон неудачным, забив всего 4 гола в 18 матчах. В этом сезоне «Квинсленд» вновь не добрались до финала.
Перед началом сезона 2007/08 Рейналдо заявил, что этот сезон станет для него решающим, и он готов к большому сезону. Не сумев забить гол в начале сезона, Рейнальдо потерял уверенность в себе и подвергся критике со стороны СМИ и болельщиков «Роар». Однако в матче 11-го тура против «Аделаида Юнайтед» Рейналдо прервал свою засуху и забил после мощного удара из-за пределов штрафной. Затем он забил ещё два гола в ворота «Веллингтон Феникс», в том числе пяткой после прострела Мэтта Маккея. Он забил ещё семь голов, в этом сезоне «Квинсленд Роар» впервые смог пробиться выйти в плей-офф.
В этом сезоне Рейналдо, стал обладателем клубной награды «Золотая бутса» с девятью голами. Рейналдо был продан корейскому клубу Кей-лиги «Пусан Ай Парк» по окончаниисезона 2007/08. Клубы договорились о сумме трансфера и Рейналдо подписал двухлетний контракт с корейским клубом. Однако по личным причинам Рейналдо покинул «Пусан Ай Парк» по обоюдному соглашению сторон и вернулся в «Роар» на сезона 2008/09. Он подписал с клубом контракт сроком на 3 года и был вновь представлен прессе 31 июля 2008 года. В сезоне 2008/09 он сыграл свой 50-й матч за клуб, проиграв «Сентрал Кост Маринерс» со счетом 4:2 в третьем раунде. В последний раз он играл в 9-м туре и пропустил остаток сезона из-за травмы. В 2010 году получил гражданство Австралии.
В 2011 году «Брисбен Роар» получил выгодное предложение и Рейналдо отправился играть в Катар за «Аль-Вакра» подписав двухлетний контракт почти на 2 миллиона долларов. Он провел за клуб 10 матчей и забил 6 голов, прежде чем переехать в Саудовскую Аравию в клуб «Аль-Раед».
Во время зимнего трансферного окна 2012 года клуб китайской Суперлиги «Бэйцзин Гоань» приобрел нападающего у «Аль-Раед» подписав двухлетний контракт на сумму 2 миллиона долларов. В январе 2013 года появились сообщения, что Рейналдо может быть отдан в аренду команде Первой лиги Китая Чэнду Блейдс сроком на один год. Однако в итоге он остался в Пекине на сезон 2013 года.
В дальнейшем выступал в клубах Бразилии, Малайзии и Индонезии.